# Svantjärnen, Västerbotten
Svantjärnen är en sjö i Skellefteå kommun i Västerbotten och ingår i Skellefteälvens huvudavrinningsområde.